# Malezja na Letnich Igrzyskach Olimpijskich 2024
Malezja na Letnich Igrzyskach Olimpijskich 2024 – występ kadry sportowców reprezentujących Malezję na igrzyskach olimpijskich, które zostały rozegrane w dniach 26 lipca-11 sierpnia 2024 roku w Paryżu. Reprezentacja Malezji liczyła dwadzieścia sześć zawodników, którzy wystąpili w 10 dyscyplinach. To siedemnasty z kolei udział tego kraju w letnich igrzyskach.

## Zdobyte medale
| Medal | Zawodnik                 | Dyscyplina | Konkurencja     | Data       |
| ----- | ------------------------ | ---------- | --------------- | ---------- |
| Brąz  | Aaron Chia, Wooi Yik Soh | Badminton  | debel mężczyzn  | 4 sierpnia |
| Brąz  | Lee Zii Jia              | Badminton  | Singel mężczyzn | 5 sierpnia |

| Medale według dyscyplin | Medale według dyscyplin | Medale według dyscyplin | Medale według dyscyplin | Medale według dyscyplin |
| ----------------------- | ----------------------- | ----------------------- | ----------------------- | ----------------------- |
| Sport                   | złoto                   | srebro                  | brąz                    | Razem                   |
| Badminton               | 0                       | 0                       | 2                       | 2                       |
| Razem                   | 0                       | 0                       | 2                       | 2                       |

| Medale według płci | Medale według płci | Medale według płci | Medale według płci | Medale według płci |
| ------------------ | ------------------ | ------------------ | ------------------ | ------------------ |
| Płeć               | złoto              | srebro             | brąz               | Razem              |
| Mężczyzna          | 0                  | 0                  | 2                  | 2                  |
| Kobieta            | 0                  | 0                  | 0                  | 0                  |
| Razem              | 0                  | 0                  | 2                  | 2                  |

| Medale według dni | Medale według dni | Medale według dni | Medale według dni | Medale według dni | Medale według dni |
| ----------------- | ----------------- | ----------------- | ----------------- | ----------------- | ----------------- |
| Dzień             | złoto             | srebro            | brąz              | Razem             |                   |
| 4.08              | 0                 | 0                 | 1                 | 1                 |                   |
| 5.08              | 0                 | 0                 | 1                 | 1                 |                   |
| Razem             | 0                 | 0                 | 2                 | 2                 |                   |

## Reprezentanci

### Badminton
| Zawodnik                        | Konkurencja        | Faza grupowa                         | Faza grupowa                                 | Faza grupowa                               | Pozycja | 1/8                       | Ćwierćfinały                                | Półfinały                                 | Finał                                      | Finał   |
| Zawodnik                        | Konkurencja        | Przeciwnik Wynik                     | Przeciwnik Wynik                             | Przeciwnik Wynik                           | Pozycja | Przeciwnik Wynik          | Przeciwnik Wynik                            | Przeciwnik Wynik                          | Przeciwnik Wynik                           | Pozycja |
| ------------------------------- | ------------------ | ------------------------------------ | -------------------------------------------- | ------------------------------------------ | ------- | ------------------------- | ------------------------------------------- | ----------------------------------------- | ------------------------------------------ | ------- |
| Lee Zii Jia                     | gra pojedyncza (m) | Nettasinghe W (21–14, 21–12)         | Abián W (21–10, 21–13)                       | N/A                                        | 1 Q     | TJ Popov W (21–13, 24–22) | Antonsen W (21–17, 21–15)                   | Vitidsarn L (14–21, 15–21)                | Sen W (13–21, 21–16, 21–11)                | brąz    |
| Aaron Chia Soh Wooi Yik         | gra podwójna (m)   | Lane / Vendy W (19–21, 21–16, 21–11) | Dong / Yakura W (21–10, 21–15)               | Liang WK / Wang C L (22–24, 14–21)         | 2 Q     | N/A                       | Rankireddy / Shetty W (13–21, 21–14, 21–16) | Liang WK / Wang C L (19–21, 21–15, 17–21) | Astrup / Rasmussen W (16–21, 22–20, 21–19) | brąz    |
| Goh Jin Wei                     | gra pojedyncza (k) | Scholtz W (23–21, 21–11)             | Kim G-e L (17–21, 22–20, 21–23)              | N/A                                        | 2       | NQ                        | NQ                                          | NQ                                        | NQ                                         | NQ      |
| Pearly Tan Thinaah Muralitharan | gra podwójna (k)   | Chen QC / Jia YF L (17–21, 20–22)    | Matsumoto / Nagahara W (18–21, 21–15, 21–16) | Rahayu / Ramadhanti W (21–18, 21–9)        | 2 Q     | N/A                       | Kim S-y / Kong H-y W (21–12, 21–13)         | Chen QC / Jia YF L (12–21, 21–18, 15–21)  | Matsuyama/ Shida L (11–21, 11–21)          | 4       |
| Chen Tang Jie Toh Ee Wei        | mikst              | Hee / Tan W (23–21, 21–12)           | Chiu / Gai W (21–15, 24–22)                  | Feng YZ / Huang DP W (17–21, 21–15, 21–16) | 1 Q     | N/A                       | Kim W-h / Jeong N-e L (19–21, 14–21)        | NQ                                        | NQ                                         | NQ      |
| Źródło:                         |                    |                                      |                                              |                                            |         |                           |                                             |                                           |                                            |         |

### Golf
| Zawodnik    | Konkurencja | Runda 1 | Runda 2 | Runda 3 | Runda 4 | Łącznie | Łącznie | Łącznie | Źródło |
| Zawodnik    | Konkurencja | Wynik   | Wynik   | Wynik   | Wynik   | Wynik   | Par     | Pozycja | Źródło |
| ----------- | ----------- | ------- | ------- | ------- | ------- | ------- | ------- | ------- | ------ |
| Gavin Green | Mężczyźni   | 74      | 69      | 69      | 69      | 281     | −3      | T33     | [ 3 ]  |
| Ashley Lau  | Kobiety     | 72      | 77      | 79      | 78      | 306     | +18     | T55     | [ 4 ]  |

### Kolarstwo

#### Kolarstwo szosowe
| Zawodnik                 | Konkurencja                    | Czas | Pozycja | Źródło |
| ------------------------ | ------------------------------ | ---- | ------- | ------ |
| Nur Aisyah Mohamad Zubir | Wyścig ze startu wspólnego (k) | DNF  | DNF     | [ 5 ]  |

#### Kolarstwo torowe

##### Sprint
| Zawodnik                     | Konk.     | Kwalifikacje         | Kwalifikacje | Runda 1                         | Repasaż 1                       | Runda 2                         | Repasaż 2                       | Runda 3                         | Repasaż 3                        | Ćwierćfinały                    | Półfinały                       | Finał / 3. miejsce              | Finał / 3. miejsce |
| Zawodnik                     | Konk.     | Czas Prędkość (km/h) | Poz.         | Przeciwnik Czas Prędkość (km/h) | Przeciwnik Czas Prędkość (km/h) | Przeciwnik Czas Prędkość (km/h) | Przeciwnik Czas Prędkość (km/h) | Przeciwnik Czas Prędkość (km/h) | Przeciwnik Czas Prędkość (km/h)  | Przeciwnik Czas Prędkość (km/h) | Przeciwnik Czas Prędkość (km/h) | Przeciwnik Czas Prędkość (km/h) | Poz.               |
| ---------------------------- | --------- | -------------------- | ------------ | ------------------------------- | ------------------------------- | ------------------------------- | ------------------------------- | ------------------------------- | -------------------------------- | ------------------------------- | ------------------------------- | ------------------------------- | ------------------ |
| Azizulhasni Awang            | Mężczyźni | 9.402 (76.579)       | 10 Q         | Spiegel W 9.885 (72.838)        | BYE                             | Turnbull W 9.866 (72.978)       | BYE                             | Hoogland L +0.037 (73.680)      | Rudyk Iakovlev L +0.190 (72.246) | NQ                              | NQ                              | NQ                              | NQ                 |
| Muhammad Shah Firdaus Sahrom | Mężczyźni | 9.635 (74.728)       | 22 Q         | Iakovlev L +0.569 (73.627)      | Lendel Dakin L +0.043 (73.290)  | NQ                              | NQ                              | NQ                              | NQ                               | NQ                              | NQ                              | NQ                              | NQ                 |
| Nurul Izzah Izzati Mohd Asri | Kobiety   | 10.709 (67.233)      | 21 Q         | Capewell L +0.081 (66.140)      | Ohta Genest L +0.054 (65.538)   | NQ                              | NQ                              | NQ                              | NQ                               | NQ                              | NQ                              | NQ                              | NQ                 |
| Źródło:                      |           |                      |              |                                 |                                 |                                 |                                 |                                 |                                  |                                 |                                 |                                 |                    |

##### Keirin
| Zawodnik                     | Konkurencja | Eliminacje | Repasaże | Ćwierćfinały | Półfinały | Finał   |
| Zawodnik                     | Konkurencja | Miejsce    | Miejsce  | Miejsce      | Miejsce   | Miejsce |
| ---------------------------- | ----------- | ---------- | -------- | ------------ | --------- | ------- |
| Azizulhasni Awang            | Mężczyźni   | DSQ        | NQ       | NQ           | NQ        | NQ      |
| Muhammad Shah Firdaus Sahrom | Mężczyźni   | R          | 1 Q      | 3 Q          | 3 QG      | 6 R     |
| Nurul Izzah Izzati Mohd Asri | Kobiety     | 4 R        | 3        | NQ           | NQ        | NQ      |
| Źródło:                      |             |            |          |              |           |         |

### Lekkoatletyka
| Zawodnik        | Konkurencja | Eliminacje | Eliminacje | I runda | I runda | Półfinał | Półfinał | Finał | Finał   | Źródło |
| Zawodnik        | Konkurencja | Wynik      | Miejsce    | Wynik   | Miejsce | Wynik    | Miejsce  | Wynik | Miejsce | Źródło |
| --------------- | ----------- | ---------- | ---------- | ------- | ------- | -------- | -------- | ----- | ------- | ------ |
| Muhd Azeem Fahm | 100 m (m)   | 10,42      | 2          | 10.45   | 9       | NQ       | NQ       | NQ    | NQ      | [ 8 ]  |

### Łucznictwo
| Zawodnik                                    | Konkurencja       | Runda rankingowa | Runda rankingowa | 1/32 finału      | 1/16 finału      | 1/8 finału       | Ćwierćfinały     | Półfinały        | Finał            | Finał   |
| Zawodnik                                    | Konkurencja       | Wynik            | Miejsce          | Przeciwnik Wynik | Przeciwnik Wynik | Przeciwnik Wynik | Przeciwnik Wynik | Przeciwnik Wynik | Przeciwnik Wynik | Pozycja |
| ------------------------------------------- | ----------------- | ---------------- | ---------------- | ---------------- | ---------------- | ---------------- | ---------------- | ---------------- | ---------------- | ------- |
| Ariana Zairi                                | Indywidualnie (k) | 633              | 50               | Rebagliati L 5–6 | NQ               | NQ               | NQ               | NQ               | NQ               | NQ      |
| Nurul Fazil                                 | Indywidualnie (k) | 622              | 60               | Gökkır L 0–6     | NQ               | NQ               | NQ               | NQ               | NQ               | NQ      |
| Syaqiera Mashayikh                          | Indywidualnie (k) | 663              | 14               | Mîrca W 6–0      | Caetano L 5–6    | NQ               | NQ               | NQ               | NQ               | NQ      |
| Ariana Zairi Nurul Fazil Syaqiera Mashayikh | Drużynowo (k)     | 1918             | 10               | —                | L 3–5            | NQ               | NQ               | NQ               | NQ               |         |
| Źródło:                                     |                   |                  |                  |                  |                  |                  |                  |                  |                  |         |

### Pływanie
| Zawodnik       | Konkurencja              | Eliminacje | Eliminacje | Półfinał | Półfinał | Finał | Finał | Źródło |
| Zawodnik       | Konkurencja              | Czas       | Poz.       | Czas     | Poz.     | Czas  | Poz.  | Źródło |
| -------------- | ------------------------ | ---------- | ---------- | -------- | -------- | ----- | ----- | ------ |
| Khiew Hoe Yean | 400 m st. dowolnym (m)   | 3:51.66    | 27         | N/A      | N/A      | NQ    | NQ    | [ 10 ] |
| Tan Rouxin     | 100 m st. klasycznym (k) | 1:12.50    | 33         | NQ       | NQ       | NQ    | NQ    | [ 11 ] |

### Podnoszenie ciężarów
| Zawodnik    | Konkurencja | Rwanie | Rwanie  | Podrzut | Podrzut | Razem | Pozycja | Źródło |
| Zawodnik    | Konkurencja | Wynik  | Pozycja | Wynik   | Pozycja | Razem | Pozycja | Źródło |
| ----------- | ----------- | ------ | ------- | ------- | ------- | ----- | ------- | ------ |
| Aniq Kasdan | −61 kg (k)  | 130    | 4       | 167     | 3       | 297   | 4       | [ 12 ] |

### Skoki do wody
| Zawodnicy              | Konkurencja                      | Preeliminacje | Preeliminacje | Półfinał | Półfinał | Finał  | Finał   | Źródło |
| Zawodnicy              | Konkurencja                      | Punkty        | Miejsce       | Punkty   | Miejsce  | Punkty | Miejsce | Źródło |
| ---------------------- | -------------------------------- | ------------- | ------------- | -------- | -------- | ------ | ------- | ------ |
| Bertrand Rhodict Lises | Wieża 10 m indywidualnie (m)     | 313.70        | 25            | NQ       | NQ       | NQ     | NQ      | [ 13 ] |
| Nur Dhabitah Sabri     | trampolina 3 m indywidualnie (k) | 283.65        | 12 Q          | 286.95   | 8 Q      | 244.80 | 12      | [ 14 ] |

### Strzelectwo
| Zawodnik       | Konkurencja                    | Kwalifikacje | Kwalifikacje | Finał | Finał   | Źródło |
| Zawodnik       | Konkurencja                    | Wynik        | Pozycja      | Wynik | Pozycja | Źródło |
| -------------- | ------------------------------ | ------------ | ------------ | ----- | ------- | ------ |
| Johnathan Wong | Pistolet pneumatyczny,10 m (m) | 570          | 26           | NQ    | NQ      | [ 15 ] |

### Żeglarstwo

#### Konkurencje z wyścigiem medalowym
| Zawodnik               | Konkurencja | Wyścig | Wyścig | Wyścig | Wyścig | Wyścig | Wyścig | Wyścig | Wyścig | Wyścig | Wyścig | Wyścig | Wyścig | Wyścig | Punkty | Miejsce |
| Zawodnik               | Konkurencja | 1      | 2      | 3      | 4      | 5      | 6      | 7      | 8      | 9      | 10     | 11     | 12     | M*     | Punkty | Miejsce |
| ---------------------- | ----------- | ------ | ------ | ------ | ------ | ------ | ------ | ------ | ------ | ------ | ------ | ------ | ------ | ------ | ------ | ------- |
| Khairulnizam Afendy    | ILCA 7 (m)  | 32     | 15     | 22     | 21     | 30     | 26     | 22     | 34     | —      | —      | —      | —      | NQ     | 168    | 32      |
| Nur Shazrin Mohd Latif | ILCA 6 (k)  | 19     | 38     | 23     | 29     | 20     | 32     | 29     | 29     | 32     | —      | —      | —      | NQ     | 215    | 35      |
| Źródło:                |             |        |        |        |        |        |        |        |        |        |        |        |        |        |        |         |